# The American People (livro)
The American People é uma obra em dois volumes de Larry Kramer. O primeiro volume foi publicado em 2015 e tem o subtítulo de "Search for My Heart". O segundo volume, publicado 5 anos depois, em 2020, tem o subtítulo de "The Brutality of Fact". Trata-se de uma visão polémica sobre a história norte-americana, escrita ao longo de 30 anos, em que, por exemplo, George Washington é retratado como um hipócrita e um especulador sem coração, Benjamin Franklin um misógino ganancioso e Abraham Lincoln tem um encontro amoroso gay com o seu assassino John Wilkes Booth.

## Receção
The American People tem sido recebido pela crítica com muitas reservas, sendo normalmente caracterizada pelo seu tom desadequado e pela desarticulação entre forma e conteúdo.
Na sua recensão ao volume 1, o The New York Times afirma que "é uma grande diva em formato de livro, uma "jukebox" sibilante de piadas imundas, assassinatos políticos, bisbilhotice criminosa, canções de amor e murmúrios suaves".
No entanto, alguns críticos dão nota de certas qualidades na obra. T. Fleischmann, no Publisher's Weekly refere que Larry Kramer "é uma força singular, furiosa, porque se preocupa. Confronta honestamente verdades duras e não ditas e atinge alguns objetivos, o que é uma coisa rara."